# Emile Thollembeek
Emile Thollembeek (* 31. Januar 1895 in Denderwindeke; † 7. Juni 1969 in Gent) war ein belgischer Radrennfahrer.
Emile Thollembeek war von 1921 bis 1935 Berufssportler. 1923 gewann er das Straßenrennen Scheldepreis Flandern, anschließend fuhr er hauptsächlich Steher- und Sechstagerennen. 1932 wurde er belgischer Meister der Steher und stand mehrfach auf dem Podium. Von den 16 Sechstagerennen, bei denen er startete, gewann er 1926 das von Gent, gemeinsam mit César Debaets.
Thollembeek betrieb nach seiner sportlichen Laufbahn eine Reparaturwerkstatt für Autos und zwei Garagenbetriebe in Brüssel.